# Église de l'Immaculée Conception de Saint-Louis
L'Église de l'Immaculée Conception et son presbytère est une ancienne église catholique et son presbytère adjacent situés dans le quartier de Compton Heights (en) à Saint-Louis, Missouri, États-Unis. L'ancienne église et le presbytère sont inscrits au Registre national des lieux historiques.

## Histoire
Trois paroisses ont porté le nom d'Immaculée Conception dans l'archidiocèse de Saint-Louis. La première, située à l'intersection de la 8e rue et de Chestnut, fut fondée par James Duggan en 1854 et abandonnée en 1872 après l'effondrement du bâtiment lors du creusement d'un tunnel ferroviaire reliant la St. Louis Union Station (en) et le Pont Eads,. La deuxième, située sur l'avenue Jefferson, ouvrit en 1874 et ferma en 1902.

### Construction de l'église et de l'école
Deux ans après l'ouverture de l'église de l'avenue Jefferson, la paroisse Saint-Kevin fut fondée pour desservir la communauté irlandaise anglophone du sud de Saint-Louis,. Elle fut nommée en l'honneur de Kevin de Glendalough, saint patron de Dublin En 1904, Saint-Kevin ayant dépassé les capacités de son emplacement initial, la construction d'une nouvelle église débuta à l'intersection des avenues Lafayette et Longfellow. Le cabinet d'architectes Barnett, Haynes & Barnett (en) conçut le bâtiment dans le style néogothique. Lors de sa bénédiction le 10 mai 1908 par John Joseph Glennon, l'église fut renommée Immaculée Conception, en partie pour accueillir les paroissiens des anciennes églises,,. L'ancien bâtiment de Saint-Kevin fut converti en école de l'Immaculée Conception après la consécration de la nouvelle église le 19 décembre 1908, Le presbytère fut achevé en 1923
En 1926, une école dédiée fut construite au 2912, avenue Lafayette, dans le style jacobéen, conçue par Henry Hess. À l'époque, elle accueillait entre 300 et 400 élèves, principalement d'origine irlandaise et allemande

### Déclin
À partir des années 1950 et 1960, la composition de la paroisse changea avec l'arrivée d'élèves italiens, afro-américains et portoricains, tandis que le white flight entraîna le départ des familles blanches de classe moyenne La construction de l'Interstate 44 perturba et divisa le quartier environnant
En 1969, en raison de déficits croissants et de l'incapacité de la paroisse à financer son école, l'archidiocèse de Saint-Louis prit en charge l'école de l'Immaculée Conception et la fusionna avec quatre autres pour former l'École catholique de Compton Heights, installée dans l'ancienne école. En 1972, les prêtres de l'Ordre de Saint-Augustin prirent en charge l'Immaculée Conception et l'église Saint-Henry voisine, établissant un noviciat à l'Immaculée Conception. Le futur Léon XIV, alors connu sous le nom de Robert Prevost, passa sa première année comme augustinien dans la paroisse, jouant au basketball avec les élèves de l'École catholique de Compton Heights en 1977. Cette même année, les paroisses Saint-Henry et Immaculée Conception furent fusionnées,. En 1979, l'École catholique de Compton Heights ferma et fut intégrée à l'École Notre-Dame voisine Saint-Henry fut vendu à Grace Chapel Ministries en 1986 et subit des dommages majeurs par incendie en 1996, entraînant sa démolition,. Les augustiniens rendirent l'administration de l'église à l'archidiocèse et s'installèrent à Racine (Wisconsin).

### Vente et réutilisation
En 1985, le bâtiment de l'école fut converti en appartements, un exemple reconnu de réutilisation adaptative (en),,. En 2005, en raison d'une baisse de la population paroissiale et de besoins de réparations, la paroisse fut fermée et fusionnée avec l'église Sainte-Marguerite voisine. Après sa fermeture, elle fut vendue à la Compton Heights Concert Band, qui revendit la propriété à des restaurateurs locaux en 2022,. L'église et ses propriétés associées furent inscrites au Registre national des lieux historiques en 2008 En 2025, la propriété était en vente pour 1,8 million de dollars.